# محمد درامانی کالیلو
محمد درامانی کالیلو (انگلیسی: Mohammed Dramani Kalilu؛ زادهٔ ۲۱ اکتبر ۱۹۷۲) بازیکن فوتبال اهل غنا بود.